# Мемкойн
Мемкойн (англ. memecoin — монета-мем) — криптовалюта або криптоваоютний токен, що створено на основі мемів (зокрема інтернет-мемів), або має іншу жартівливу характеристику. Деякі мемкойни, що були започатковані виключно як жарт, швидко розширились до різноманітних потужних проєктів внаслідок більшої привабливості та пізнаваності через психологічні особливості людського сприйняття.

## Опис
Наприкінці 2013 року Dogecoin був випущений після того, як його розробники створили як жарт над мемом Doge. Це стало поштовхом до створення кількох наступних монет-мемів. У жовтні 2021 року на ринку оберталося близько 124 мемів. Нині їхня популярність значною мірою зумовлена попкультурою. Якщо порівняти з фіатними грошима, то вони по принципу свого існування нагадують ювілейні монети, які випускаються до певної дати. Прихильники, з іншого боку, зауважують, що деякі мемкойни придбали соціальну валюту та високу ринкову капіталізацію. Ці монети не лише розважають користувачів, але й пропонують цікаві фінансові можливості.
Яскравими прикладами є Dogecoin (DOGE), Shiba Inu (SHIB), Floki Inu (FLOKI), часто тематично пов'язані з мемом про Дожа, та інші, такі як PEPE, що відповідає популярному інтернет-мему — жабеня Пепе. Мемні монети такі ж реальні, як і будь-яка інша криптовалюта, вони зазвичай побудовані на популярних мережах першого рівня, таких як Ethereum, Solana та Polygon. Однак деякі з них, як-от Dogecoin, мають власні мережі, розроблені спеціально для них. У той час як більшість монет, як правило, зосереджені на певній корисності, мем-монети здебільшого зосереджені на тому, щоб стати вірусними завдяки вибуховій природі мемів і тому, як швидко вони поширюються. Попри те, що memecoin поки що практично не використовується в операціях купівлі чи продажу товарів та послуг, магазин Tesla почав приймати Dogecoin для певних товарів. AMC, ExpressVPN та Twitch також приймають меми-монети Dogecoin та Shiba Inu. Зовсім недавно у Києві була кав'ярня, де заради забавки можна було випити кави розрахувавшись біткойнами, це сприймалось як дивина, а нині у світі існують мережі де можна розрахуватися криптовалютою.
Властива криптовалютам волатильність і відсутність чіткої корисності викликають занепокоєння щодо їхньої інвестиційної безпеки. Це також притаманно і мемкойнам, але волатильність посилюється саме особливостями підвищення та згасання популярності мемів. Наприклад, монета PEPE пройшла шлях від старту з нуля до ринкової капіталізації в майже 2 мільярди доларів менш ніж за місяць у 2023 році. За кілька тижнів після цього мемкойн втратив понад 70 % вартості від свого історичного максимуму. Ціна може зазнавати потужного впливу малої кількості факторів, що неможливо для фіатних валют. Так дії Ілона Маска призвели до стрімкого зростання Shiba Inu.
Зростання популярності мемкойнів може свідчити про новий тренд у криптовалютному світі. Хоча більшість з них вважаються спекулятивними інструментами, їхня здатність привертати увагу та забезпечувати швидкий прибуток робить їх привабливими для активної торгівлі. Втім мемкойни дуже волатильні, їх ціна може сильно коливатися за дуже невеликий час. До того ж більшість мемкойнів створюються як жарт чи соціальний експеримент, вони взагалі можуть не передбачати прийнятний рівень безпеки та надійності. Тому операції з ними с фінансової точки зору надзвичайно ризиковані.
Деякі країни вжили заходів щодо регулювання мемкойнів. На початку 2021 року Комісія з цінних паперів і бірж Таїланду в рамках боротьби з цифровими товарами без «ясної мети чи змісту» заборонила мемкойни. Наприкінці 2021 року реклама монети-мема Floki Inu у Лондоні призвела до подальших розслідувань щодо методів просування монети-мему, яку Управління стандартів реклами вважає нерегульованим фінансовим продуктом.
На початку 2025 року власний мемкойн $TRUMP випустив Дональд Трамп.